# Цветочное (Крым)
Цвето́чное (до 1945 года Но́вая Бурульча́; укр. Цвіточне, крымскотат. Yañı Burulça, Янъы Бурулча) — село в Белогорском районе Республики Крым, центр Цветочненского сельского поселения (согласно административно-территориальному делению — Цветочненского сельского совета Автономной Республики Крым).

## Население
| 2001 | 2014  | 2021  |
| ---- | ----- | ----- |
| 2546 | ↗2681 | ↗3000 |

Всеукраинская перепись 2001 года показала следующее распределение по носителям языка
| Язык             | Процент |
| ---------------- | ------- |
| русский          | 45.13   |
| крымскотатарский | 44.11   |
| украинский       | 9.11    |
| другие           | 0.36    |

### Динамика численности
| - 1915 год — 14/280 чел. - 1926 год — 285 чел. - 1939 год — 405 чел. - 1974 год — 1829 чел. | - 1989 год — 2205 чел. - 2001 год — 2546 чел. - 2009 год — 2571 чел. - 2014 год — 2681 чел. |

## Современное состояние
На 2017 год в Цветочном числится 23 улицы и 1 переулок; на 2009 год, по данным сельсовета, село занимало площадь 555,3 гектара на которой, в 767 дворах, проживало 2571 человек. В селе действуют средняя общеобразовательная школа, детский сад «Солнышко», сельский Дом культуры, библиотека-филиал № 15, амбулатория общей практики семейной медицины, отделение Почты России, мечеть «Рахмет Джами», церковь апостола Фомы. Цветочное связано автобусным сообщением с райцентром, Симферополем и соседними населёнными пунктами.

## География
Цветочное — село в западной части района, примыкает с севера к шоссе Симферополь — Феодосия. Расположено в предгорье Внутренней гряды Крымских гор, в средней части долины Бурульчи, портянувшись вдоль реки на 5 километров, высота над уровнем моря — 241 м. Соседние сёла: Долиновка в 1,5 км ниже по долине, Ароматное — в 2 км южнее и Крымская Роза — в 2 км западнее. До райцентра около 21 километра (по шоссе)
Расстояние до ближайшей железнодорожной станции Симферополь — примерно 30 километров. Транспортное сообщение осуществляется по региональной автодороге 35К-003 Симферополь — Феодосия (по украинской классификации — P-23).

## История
Видимо, селение Новая Бурульча, как просто Бурульча, возникло в начале XX века и впервые, среди других, вероятно, упоминается в Статистическом справочнике Таврической губернии 1915 года, где в Табулдинской волости Симферопольского уезда значатся деревня Бурульча и экономия Дика того же названия — обе без записанных дворов, но с немецким населением в количестве 14 человек приписных жителей и 280 — «посторонних». В экономии Дика на 1911 год имелся фруктовый сад площадью 85 десятин. Также, как Бурульча, обозначено на карте Стрельбицкого 1920 года. Согласно списку 1915 года «…отдельных русских подданных из австрийских, венгерских или германских выходцев, владеющих землёю…» при деревне Бурульча отмечены 2 крупных владения: Бауэр Генриха Андреасовича, имевший 300 десятин земли и Дик Давида Яковлевича — 4020 десятин, 899 квадратных саженей; Вибе Филипп Яковлевич — 372 десятин; Гюбнер Яков, Андреас и Александр Венделиновичи — 1246 десятин, 2201 квадратная сажень; Тьярт Иван Яковлевич — 300 десятин.
После установления в Крыму Советской власти, по постановлению Крымревкома от 8 января 1921 года была упразднена волостная система и село вошло в состав вновь созданного Карасубазарского района Симферопольского уезда, а в 1922 году уезды получили название округов. 11 октября 1923 года, согласно постановлению ВЦИК, в административное деление Крымской АССР были внесены изменения, в результате которых округа ликвидировались, Карасубазарский район стал самостоятельной административной единицей и село включили в его состав. Время поселения в Новой Бурульче армян пока не установлено, но согласно Списку населённых пунктов Крымской АССР по Всесоюзной переписи 17 декабря 1926 года, в селе Бурулча Новая, уже центре Ново-Бурулчинского сельсовета Карасубазарского района (и одноимённом совхозе), числилось 58 дворов, из них 55 крестьянских, население составляло 285 человек, из них 203 армянина, 75 русских, 3 немца, 2 грека действовала армянская школа. Постановлением ВЦИК от 10 июня 1937 года был образован новый, Зуйский район, в который вошло село. На карте 1939 года село обозначено, ещё как просто Бурульча, а на карте 1942 года — уже Новая Бурульча. По данным всесоюзной переписи населения 1939 года в селе проживало 405 человек.
В 1944 году, после освобождения Крыма от фашистов, согласно Постановлению ГКО № 5984сс от 2 июня 1944 года крымские армяне были депортированы в Среднюю Азию. А 12 августа 1944 года было принято постановление № ГОКО-6372с «О переселении колхозников в районы Крыма» и уже в сентябре 1944 года в район приехали первые новосёлы (212 семей) из Киевской, Ростовской и Тамбовской областей, а в начале 1950-х годов последовала вторая волна переселенцев из различных областей Украины.
Указом Президиума Верховного Совета РСФСР от 21 августа 1945 года Новая Бурульча была переименована в Цветочное и Ново-Бурульчинский сельсовет — в Цветочненский. После ликвидации в 1959 году Зуйского района, село включили в состав Белогорского. С 25 июня 1946 года Цветочное в составе Крымской области РСФСР, а 26 апреля 1954 года Крымская область была передана из состава РСФСР в состав УССР. В период с 1954 по 1968 годы к Цветочному присоединили село Меловое. На 1974 год в Цветочном числилось 1829 жителей. По данным переписи 1989 года в селе проживало 2205 человек. С 12 февраля 1991 года село в восстановленной Крымской АССР, 26 февраля 1992 года переименованной в Автономную Республику Крым. С 21 марта 2014 года в составе Крыма аннексировано Россией.